# Rhynchocalyx lawsonioides
Rhynchocalyx lawsonioides ist die einzige Pflanzenart der Gattung Rhynchocalyx in der Pflanzenfamilie der Penaeaceae innerhalb der Ordnung der Myrtenartigen (Myrtales).

## Beschreibung

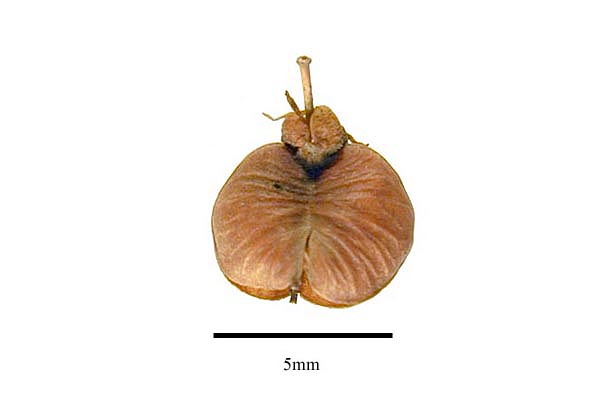
Frucht

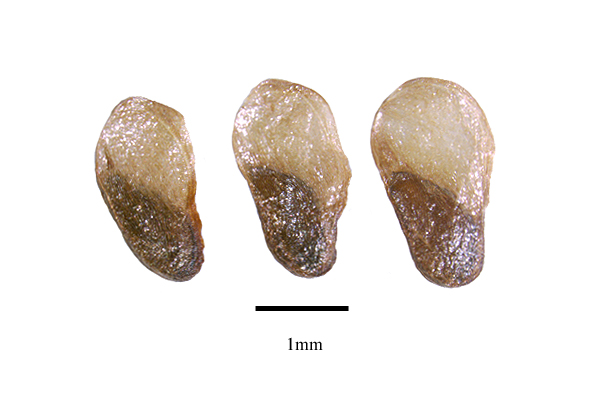
Geflügelte Samen

Bei Rhynchocalyx lawsonioides handelt es sich um einen immergrünen kleinen Baum der bis etwa 12 Meter hoch wird. Die kurz gestielten, einfachen Laubblätter sind wie bei den meisten anderen Myrtenartigen gegenständig, bei dieser Art kreuzgegenständig bis wirtelig, an den Zweigen angeordnet. Sie sind eiförmig bis verkehrt-eiförmig, ganzrandig, ledrig, kahl und stumpf bis rundspitzig, seltener eingebuchtet. Winzige Nebenblätter sind vorhanden und welkend.
Viele Blüten stehen end- oder achselständig in rispigen Blütenständen zusammen. Die kleinen, zwittrigen Blüten sind radiärsymmetrisch und sechszählig mit einem doppelten Perianth. Es ist ein kurzes Hypanthium ausgebildet. Die sechs klappigen, ausladenden Kelchblätter sind spitz und eiförmig. Die sechs freien, weißen und gelappten, kapuzenförmig eingefalteten Kronblätter sind schlank genagelt. Es ist nur ein Kreis mit sechs freien, kurzen und fertilen Staubblättern vorhanden. Die Staubfäden sind relativ lang. Die zwei Fruchtblätter sind zu einem knapp mittelständigen Fruchtknoten verwachsen. Der Griffel ist kürzer als der Fruchtknoten und die Narbe ist kopfig.
Es werden kleine, flache, rot-braune, gelappte und lokulizidale, zweiklappige Kapselfrüchte gebildet die sich an der Spitze öffnen. Die flachen Samen besitzen an einem Ende einen kurzen und papierigen Flügel.
Die Pflanzen akkumulieren Al-Ionen.

## Verbreitung
Rhynchocalyx lawsonioides ist ein Florenelement der Capensis. Es ist ein Endemit der östlichen südafrikanischen Provinzen KwaZulu-Natal und Ostkap.  Diese Art wächst dort in den Küstenwäldern entlang des Indischen Ozeans.

## Systematik
Die monotypische Gattung Rhynchocalyx enthält die einzige Art:
- Rhynchocalyx lawsonioides Oliv.

Diese Art wurde früher auch zur Familie der Lythraceae gestellt oder bildete alleine die Familie Rhynchocalycaceae. Heute gehört sie zur rein afrikanischen Familie der Penaeaceae.